# Sarah Mehlau
Sarah Mehlau (24 de noviembre de 2002) es una deportista alemana que compite en judo. Ganó una medalla de bronce en el Campeonato Europeo de Judo por Equipo Mixto de 2022.

## Palmarés internacional
| Campeonato Europeo por Equipo Mixto | Campeonato Europeo por Equipo Mixto | Campeonato Europeo por Equipo Mixto | Campeonato Europeo por Equipo Mixto |
| Año                                 | Lugar                               | Medalla                             | Categoría                           |
| ----------------------------------- | ----------------------------------- | ----------------------------------- | ----------------------------------- |
| 2022                                | Mulhouse (Francia)                  | Medalla de bronce                   | Equipo mixto                        |